# Salată (mâncare)

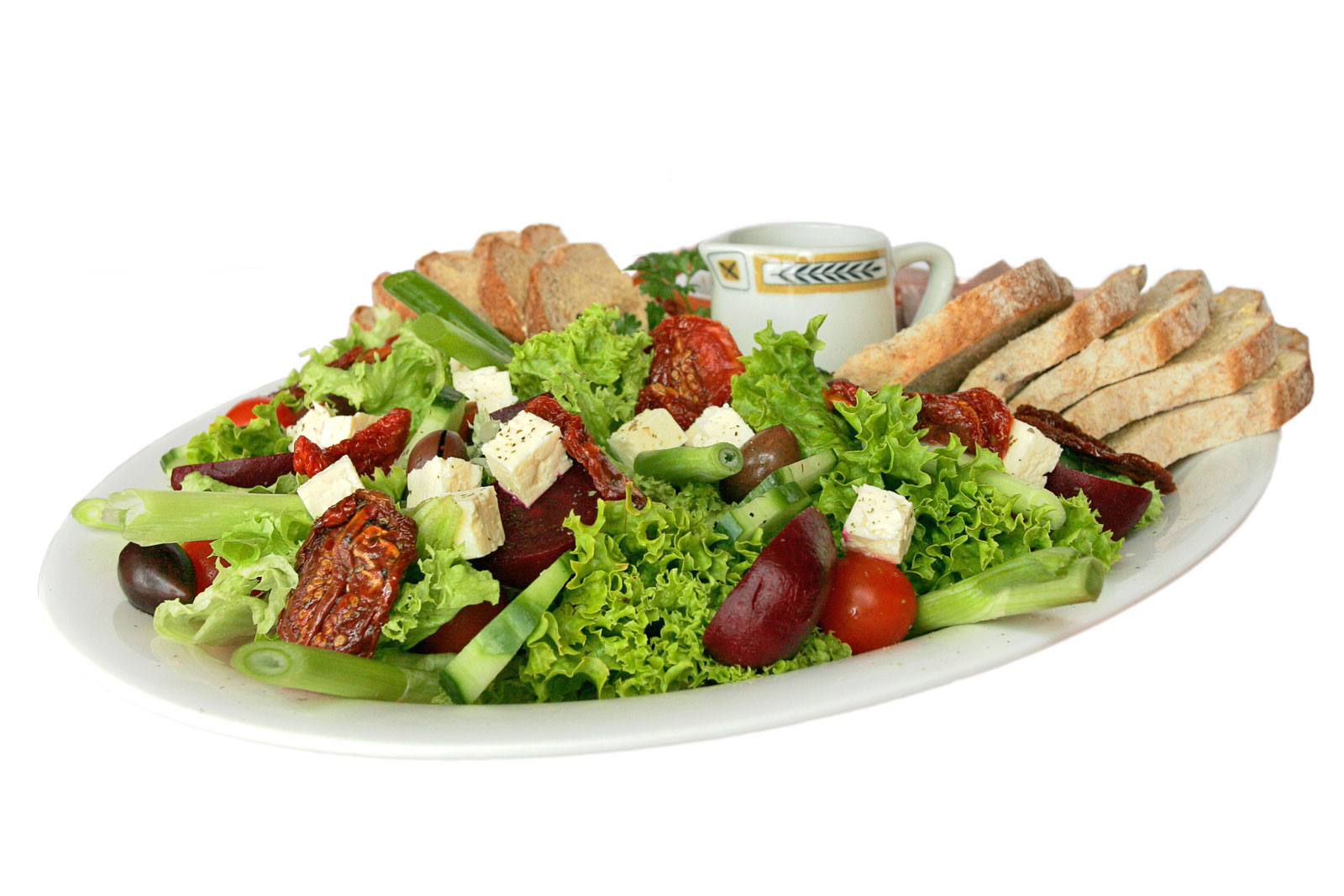
O farfurie cu salată

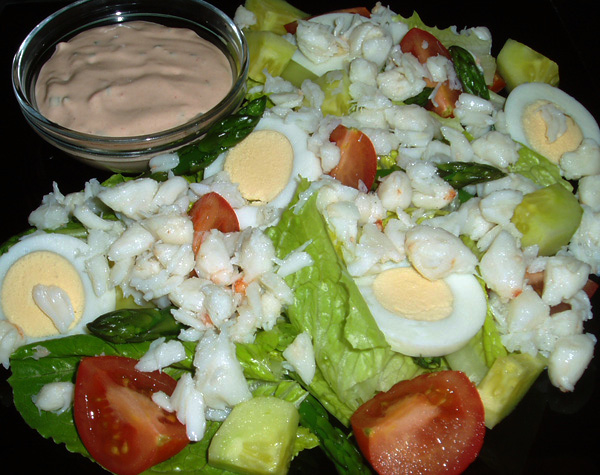
O salată Crab Louie

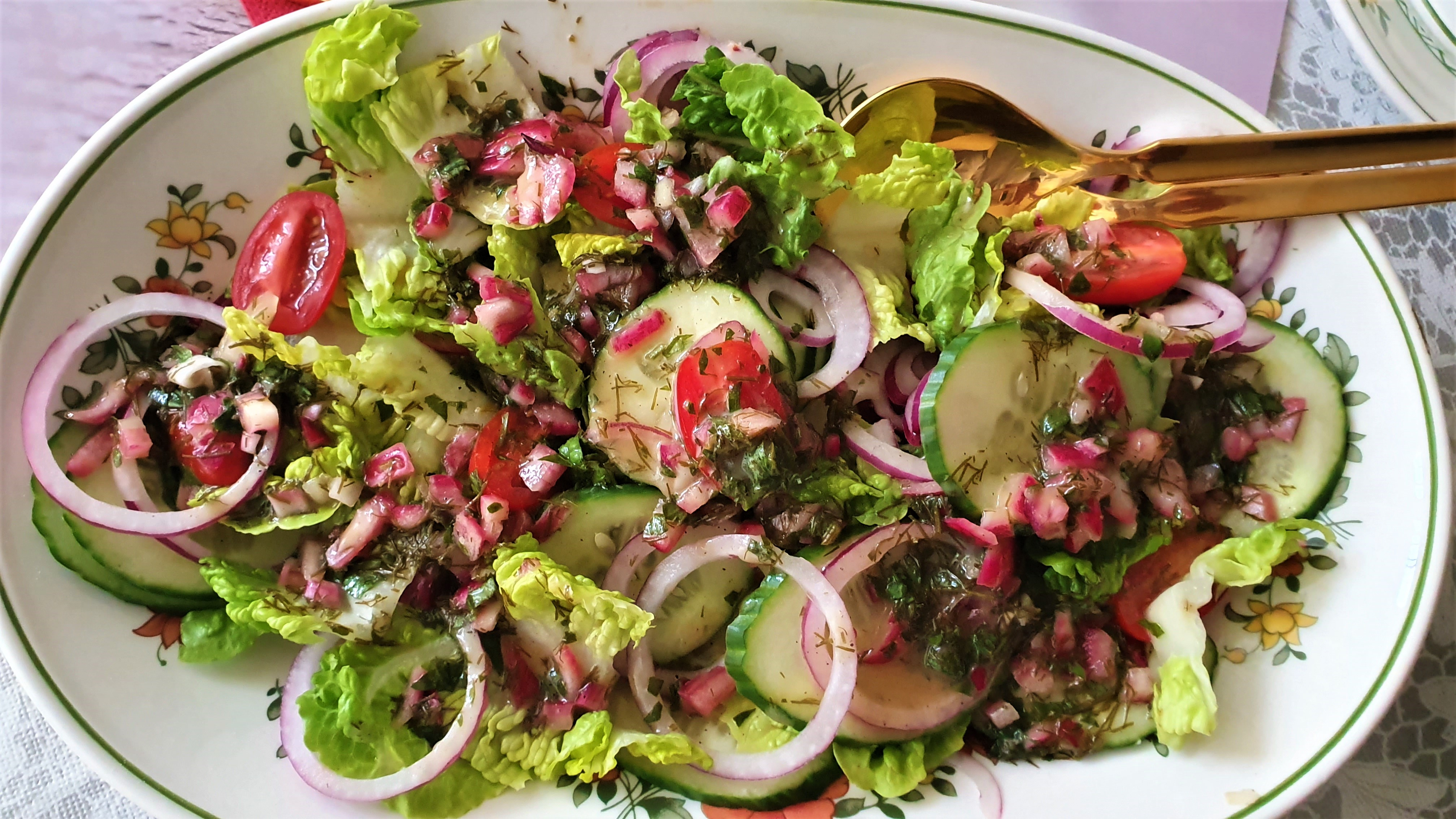
Salată mixtă

O salată este oricare dintr-o gamă largă de mâncăruri care includ legume fierte sau crude.
Acestea mai pot include și ouă, murături, fructe (măsline), brânză, fructe de mare și carne. Se servește ca aperitiv sau ca garnitură. 

## Sortimente
- Salată de vinete
- Salată de icre
- Salată de boeuf
- Salată bulgărească